# Straßenbahn Toulouse
Die Straßenbahn Toulouse (französisch Tramway de Toulouse) ist eine Straßenbahn in der südfranzösischen Stadt Toulouse, welche, streikbedingt mit zweiwöchiger Verspätung, am 11. Dezember 2010 ihren Betrieb aufnahm. Sie ergänzt das öffentliche Verkehrsnetz der Stadt, welche davor von zwei Métro-Linien (System VAL), zwei TER-Linien und Buslinien geprägt war. In der ersten Ausbaustufe führt die Linie T1 auf einer Länge von 10,9 km vom Verkehrsknotenpunkt Arènes Richtung Nordwesten zu den Vororten Blagnac und Beauzelle. Betrieben wird sie vom Verkehrsunternehmen Tisséo.
Wie in zahlreichen anderen französischen Städten ist das neue Netz eine Renaissance: Schon zwischen 1887 und 1957 gab es in Toulouse einen Straßenbahnbetrieb.

## Die Straßenbahn von 1887 bis 1957
Bereits am 31. Juli 1887 eröffnete die Société des transports en commun de la région toulousaine den ersten Straßenbahnbetrieb, zunächst als normalspurige Pferdebahn. 1906 hielt die elektrische Straßenbahn Einzug, bis 1950 wurde das Netz weiter ausgebaut. 1948 versuchte die Stadt die Straßenbahn durch einen O-Bus zu ersetzen, was aber scheiterte. Schlussendlich wurde am 7. Juli 1957 der Betrieb zugunsten der Busse und des Automobilverkehrs eingestellt.

## Die Rückkehr der Straßenbahn 2010
Durch das starke Wachstum von Toulouse wurden auch nach Eröffnung dreier wichtiger Verkehrsachsen als Métro Toulouse (Linien A und B) und als TER-Linie (Linie C) weitere Linien auf eigener Trasse geplant. Zur Anbindung des nordwestlichen Ballungsraums wurde allerdings keine Métro oder Buslinie bevorzugt, sondern eine klassische Straßenbahnlinie hatte sich in verschiedenen Studien als sinnvollste Lösung herausgestellt. 2004 erfolgte eine Festlegung des Streckenverlaufs für die zukünftige Linie T1 und im Juli 2007 begannen die Bauarbeiten.

### Linie T1
Die Linie T1 – in früheren Planungen als Linie E bezeichnet – markiert die Rückkehr der Straßenbahn nach Toulouse. Ausgehend vom Verkehrsknotenpunkt Arènes, bei dem eine Umsteigemöglichkeit sowohl zur Métrolinie A, zur TER-Linie C als auch zu verschiedenen Buslinien gegeben ist, bedient sie auf einer Strecke von 10,9 km mit 18 Haltestellen die nordwestlichen Stadtbezirke sowie die Vorortsgemeinden Blagnac und Beauzelle. In letzterer befindet sich die Endstelle MEETT. Der durchschnittliche Haltestellenabstand beträgt dabei 641 m.

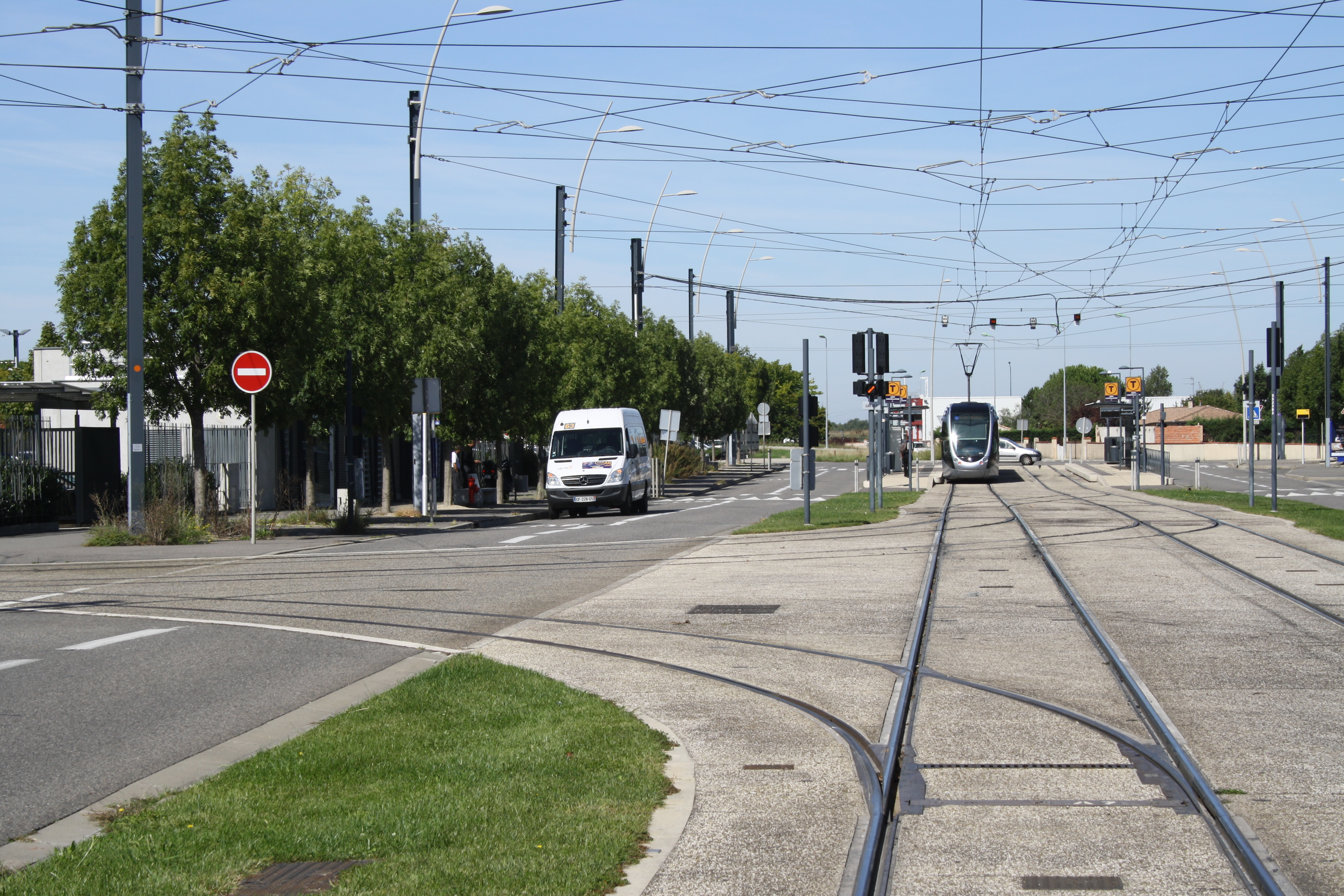
Endhaltestelle Aéroconstellation, links die Zufahrt zum Betriebshof

Linienband der Linie T1 bis Dezember 2013

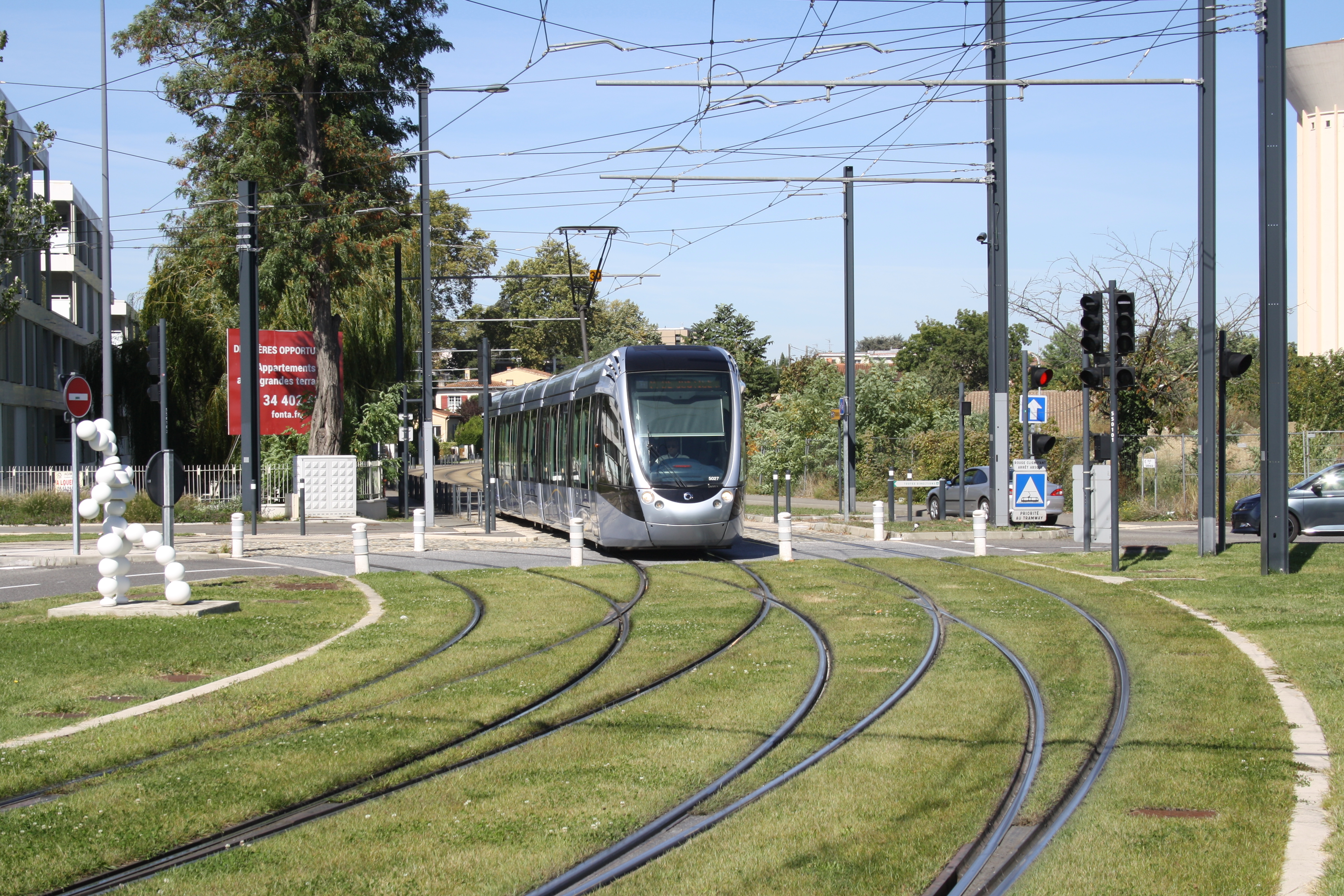
Verzweigung der Linien T1 und T2 (nach links) nahe der Station Ancely

Die Eröffnung der Straßenbahn war ursprünglich für den 27. November 2010 vorgesehen, allerdings kam es streikbedingt zu einer Verzögerung von zwei Wochen. Die Linie T1 soll bis zum Grand Rond verlängert werden (siehe nächster Abschnitt, Ligne Garonne). Die Verlängerung bis zur Metro-Station Palais de Justice wurde am 20. Dezember 2013 eröffnet. Die Linie T1 verkehrt zwischen Ancely und Palais de Justice parallel zur Linie T2.

### Linie T2
Die Linie T2 wurde am 11. April 2015 in Betrieb genommen und führt vom Palais de Justice  zum Flughafen (Aéroport), wobei die Linien T1 und T2 13 Haltestellen gemeinsam nutzen. Die Strecke T1 wurde quasi nur um den Abzweig Envol erweitert (siehe nächster Abschnitt, Ligne Garonne).

### Ausbau

#### 1. VerlängerungLigne Garonne(in Betrieb seit 2013)

Stationen der Linie Garonne – die Station Rapas wurde als Avenue de Muret realisiert

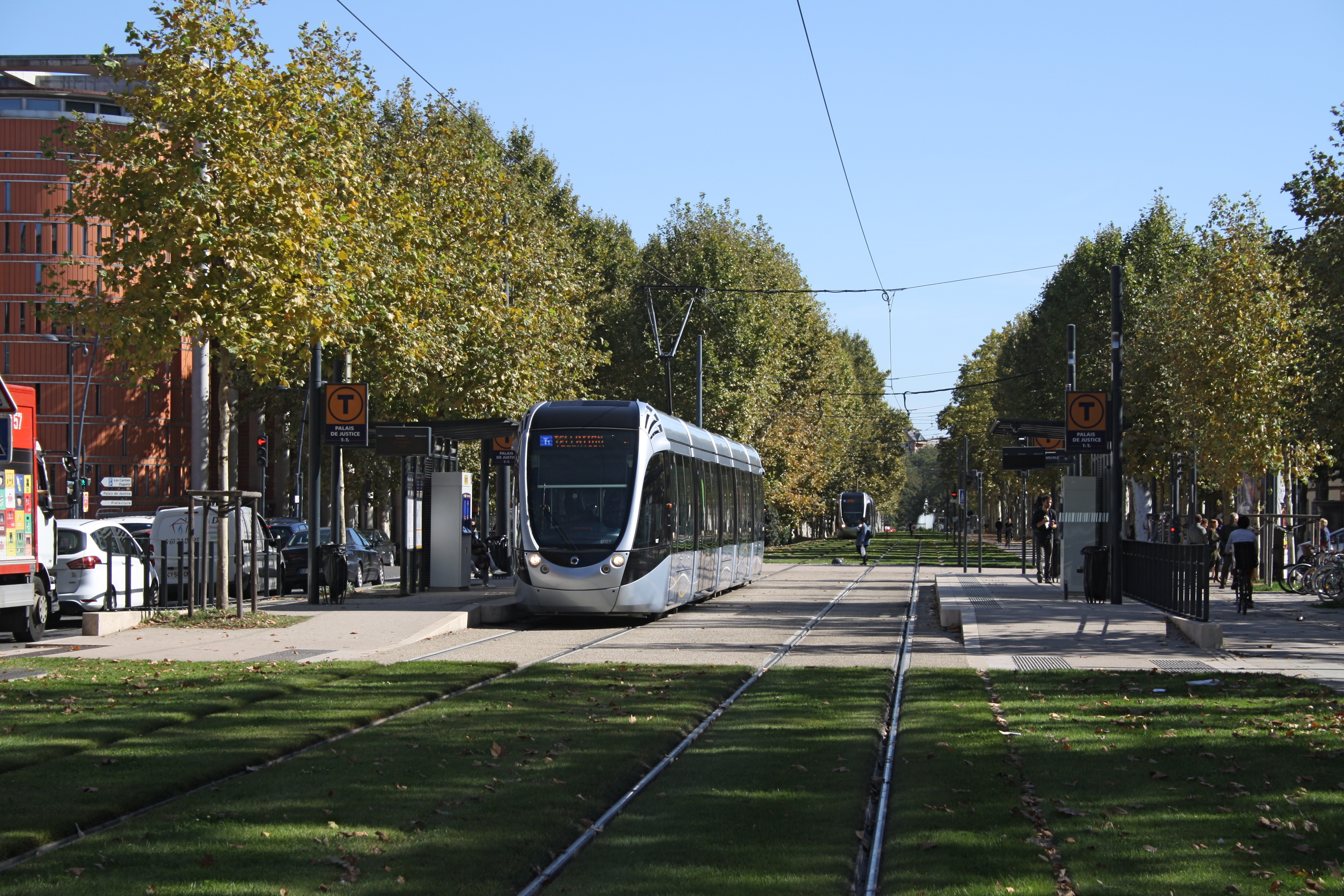
Endhaltestelle Palais de Justice, im Hintergrund ein Zug in der Wendeanlage

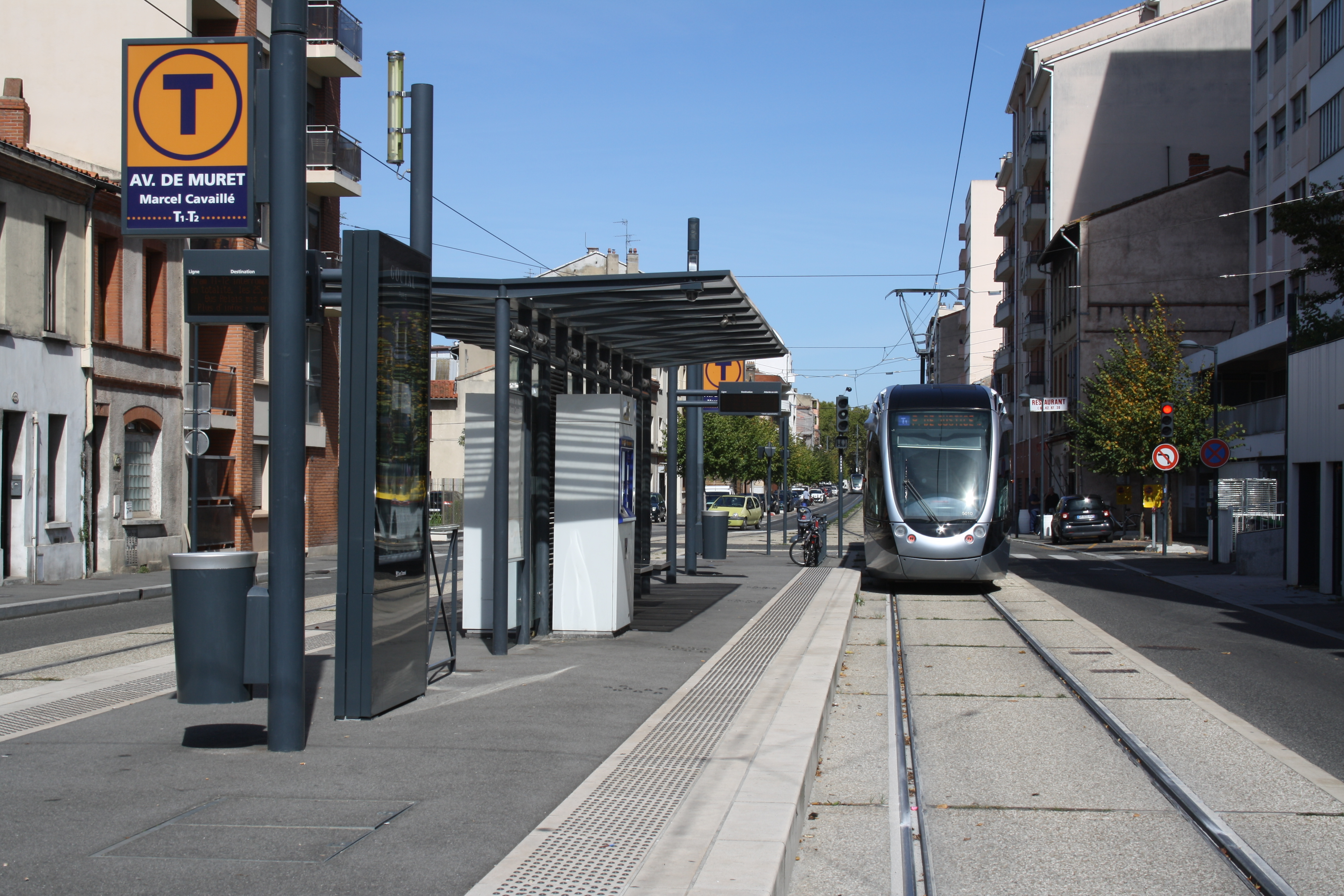
Avenue de Muret, einzige Station mit Mittelbahnsteig

Ende 2013 ging die Verlängerung der Linie T1, anfangs als Linie G bezeichnet, vom Knoten Arènes in die Stadt Richtung Osten zum Grand Rond (Metro-Station Palais de Justice) in Betrieb. Für diese Verlängerung wurden zwei Varianten untersucht. Die Bauarbeiten begannen Anfang 2012 und die Erprobung begann im Oktober 2013, zwei Monate vor Inbetriebnahme (siehe oben, Abschnitt Linie T1).
Die zur Ausführung gelangte Planung sah eine Querung der Garonne über die Brücke Pont Saint-Michel vor, danach sollte die Strecke zum Justizpalast, ihrer Endstelle, führen. Ursprünglich war vorgesehen sie bis zur Station Jardin-des-Plantes-Muséum zu führen, dort soll später in die Linie Canal umgestiegen werden. Diese Streckenführung ist zwar teurer (115 Millionen Euro), aber auch länger (3,8 km mit sieben Stationen) und bedient ein höheres Einzugsgebiet, bietet direkten Anschluss zur Métrolinie B und lässt sich leichter verlängern.
Die zweite vorgeschlagene Variante sah hingegen eine Überquerung der Garonne über die Brücke Pont Pierre-de-Coubertin vor, womit das Stadium Municipal bedient werden könnte. Die Endstelle wäre bei dieser Variante Saint-Michel auf dem Boulevard des Récollets. Dieser Vorschlag war nicht nur deutlich kürzer (2,9 km mit nur fünf Stationen), sondern auch billiger (85 Millionen Euro). Allerdings ist das Einzugsgebiet kleiner, ein längerer Umsteigeweg zur Métrolinie B müsste in Kauf genommen werden und eine Verlängerung würde sich aufgrund der Beschaffenheit der Avenue Crampel problematisch erweisen.

#### 2. VerlängerungLigne Envol(im Betrieb seit 2015)

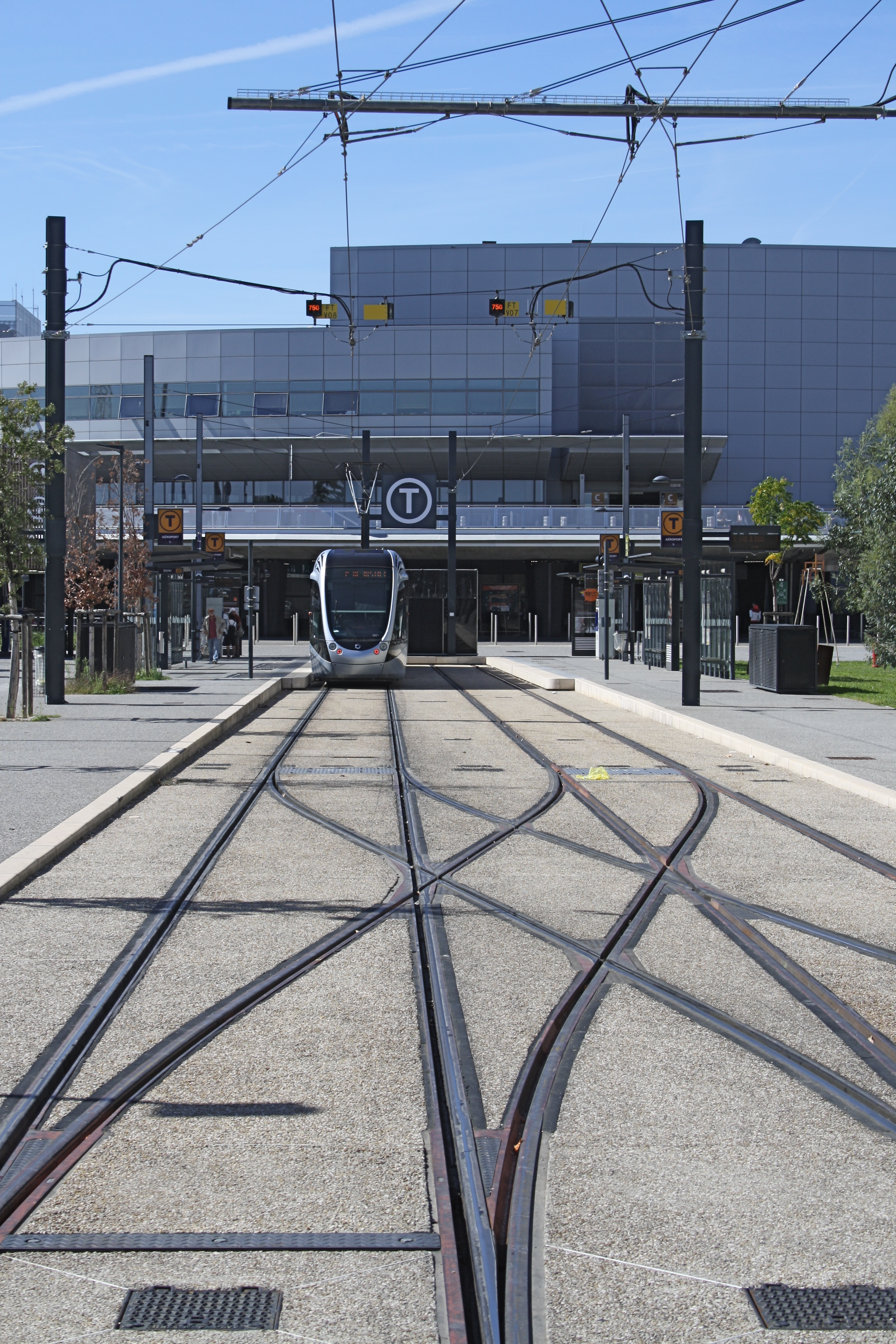
Endhaltestelle Aéroport der Linie T2

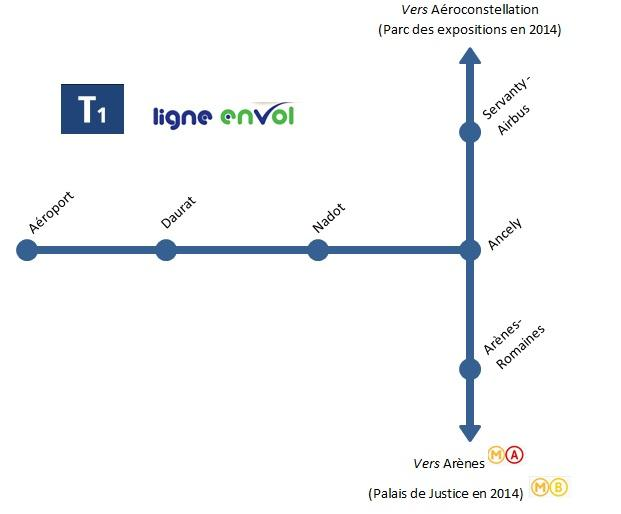
Trasse der Linie Envol

Die Anbindung der Straßenbahn an den Flughafen Toulouse-Blagnac – Ligne Envol (Fluglinie) – erfolgt durch eine 2,5 km lange Zweigstrecke der Linie T1. Die Verlängerung umfasst drei Haltestellen, der Fahrzeugbedarf beträgt drei Wagen. Der Beginn der Bauarbeiten erfolgte Anfang 2013, die Inbetriebnahme erfolgte Mitte April 2015. Die Kosten für diesen 2,5 km langen Abschnitt betrugen 73,4 Millionen Euro, ursprünglich wurden 55 Millionen Euro veranschlagt. Als teuer erwies sich die Überquerung der Autobahn A621. Außerdem wurden gegenüber der ursprünglichen Planung Radwege parallel zur neuen Trasse angelegt, was zusätzlichen Grunderwerb notwendig machte. Auf dem Abschnitt werden täglich 9500 Fahrgäste erwartet. Der Probebetrieb begann am 19. Januar und der Linienbetrieb am 11. April 2015
Vom Hauptnahverkehrsknoten Arènes ist der Flughafen mit der Linie T2 innerhalb von 18 Minuten zu erreichen.
Die Linie T1 führt zwar 800 m vom Flughafen entfernt vorbei, auf eine direkte Anbindung hatte man in der ersten Bauphase aber verzichtet. Als Alternative war neben dieser Zweigstrecke auch eine direkte Straßenbahnlinie vom Flughafen zum Bahnhof Toulouse-Matabiau im Gespräch, allerdings wurde aus finanziellen Gründen auf diese Lösung zurückgegriffen. Außerdem hat die Zweigstrecke den Vorteil, dass dabei auch Fabriken bedient werden, die unter anderem von Airbus und ATR betrieben werden.

#### 3. VerlängerungLigne Canal(geplant)
Diese im Vergleich zu den beiden ersten Netzerweiterungen deutlich längere Strecke, früher auch als Linie F bezeichnet, sollte entlang des Canal du Midi vom Pont Jumeau zum Pont des Demoiselles das Stadtzentrum im Osten umfahren, dabei soll auch der Bahnhof Marengo angebunden werden. Die Realisierung sollte bis 2020[veraltet] erfolgen. Durch den Regierungswechsel 2014 ist die Realisierung fraglich geworden, da der neue Bürgermeister eine dritte Metrolinie zwischen den beiden Luft- und Raumfahrtzentren im Südosten und Nordwesten plant, die die Innenstadt östlich, also in der Nähe des Kanals, umfahren soll.
Im Juni 2020 wurde die Linie T1 über die bisherige Endhaltestelle Aéroconstellation hinaus um 0,7 km zum Parc des Expositions (Haltestelle MEETT) verlängert. Weitere Netzerweiterungen lehnt der konservative Bürgermeister ab.

### Fuhrpark

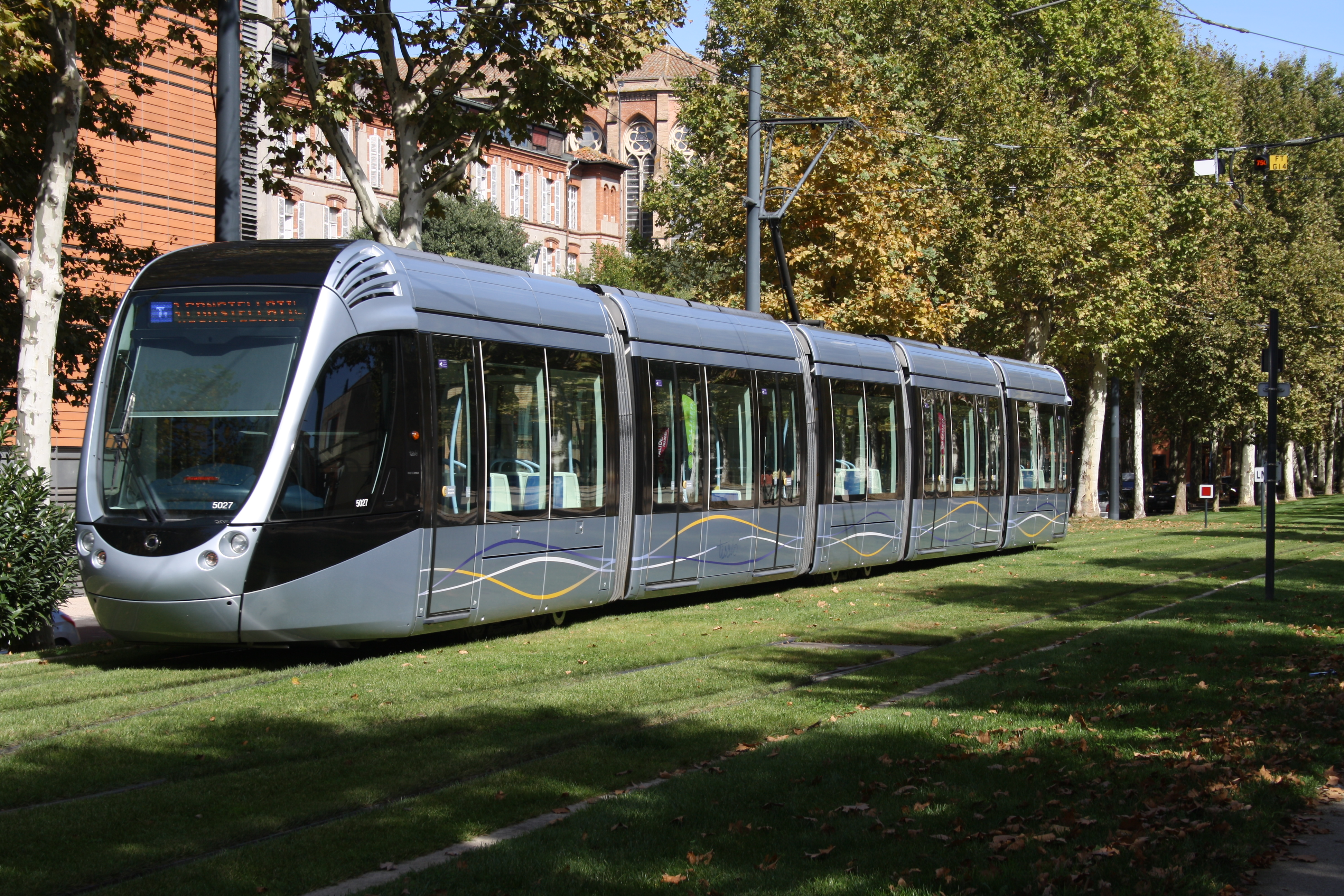
Citadis 302 Bauart Toulouse in der Wendeanlage Palais de Justice

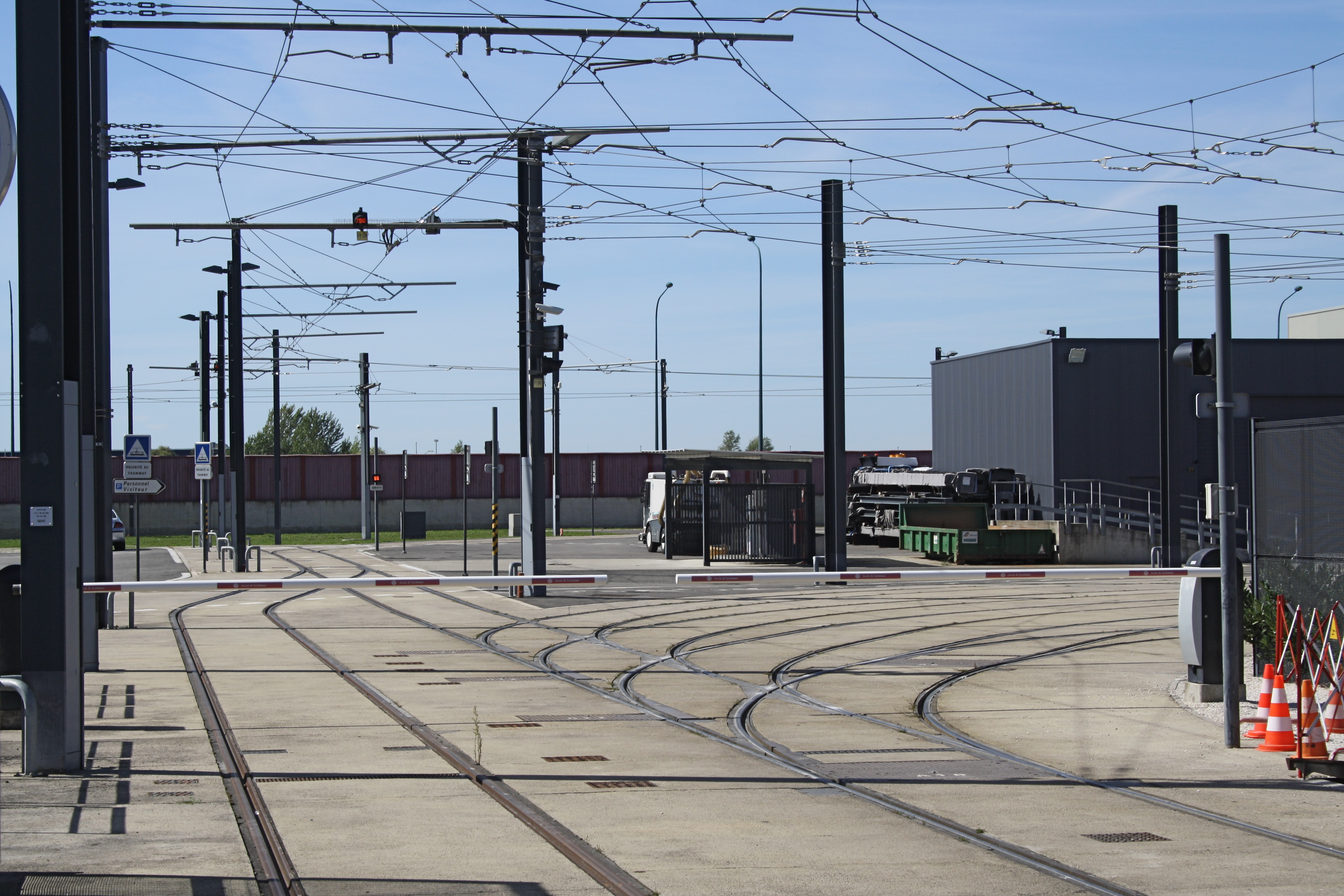
Zufahrt zum Betriebshof mit bemerkenswerter Gleisführung

Für die Linie T1 wurden 18 Niederflurwagen vom Typ Citadis 302 des französischen Herstellers Alstom angeschafft, die Bestellung kann auf 24 Wagen aufgestockt werden. Mit einer Länge von 32,4 m und einer Breite von 2,40 m fassen die Fahrzeuge 212 Fahrgäste (48 Sitzplätze und 164 Stehplätze). Eine Verlängerung der Straßenbahn um circa 10 Meter mit zwei Modulen zum Typ Citadis 402 ist möglich, wodurch das Fassungsvermögen auf knapp 300 Passagiere steigen würde. Das Design ist wie bei nahezu allen französischen Straßenbahnbetrieben individualisiert und wurde von Alstom in Zusammenarbeit mit Airbus gestaltet.
Um das Fahrtangebot auf beiden Linien zu erhöhen, wurden im April 2023 im Rahmen einer gemeinsamen Bestellung mit den Straßenbahnbetrieben in Brest und Besançon neun fünfteilige Straßenbahnen vom Typ Citadis 305 mit einem Wert von ca. 31 Mio. € bestellt, welche zwischen Mai und September 2026 ausgeliefert werden sollen.